# Rocchetta Palafea
Rocchetta Palafea (Rochëtta Palafèja in piemontese) è un comune italiano di 326 abitanti della provincia di Asti in Piemonte.

## Storia
Il paese è situato su una collina che domina la Valle Belbo.
Come si intuisce dal nome, Rocchetta era nata come presidio militare e di esso resta la torre e parte delle mura che la circondano. Il borgo, per la sua posizione di confine, appartenne prima al Marchesato Aleramico, poi nel 1347 passò al Comune di Genova, che lo infeudò a Enrico del Carretto.

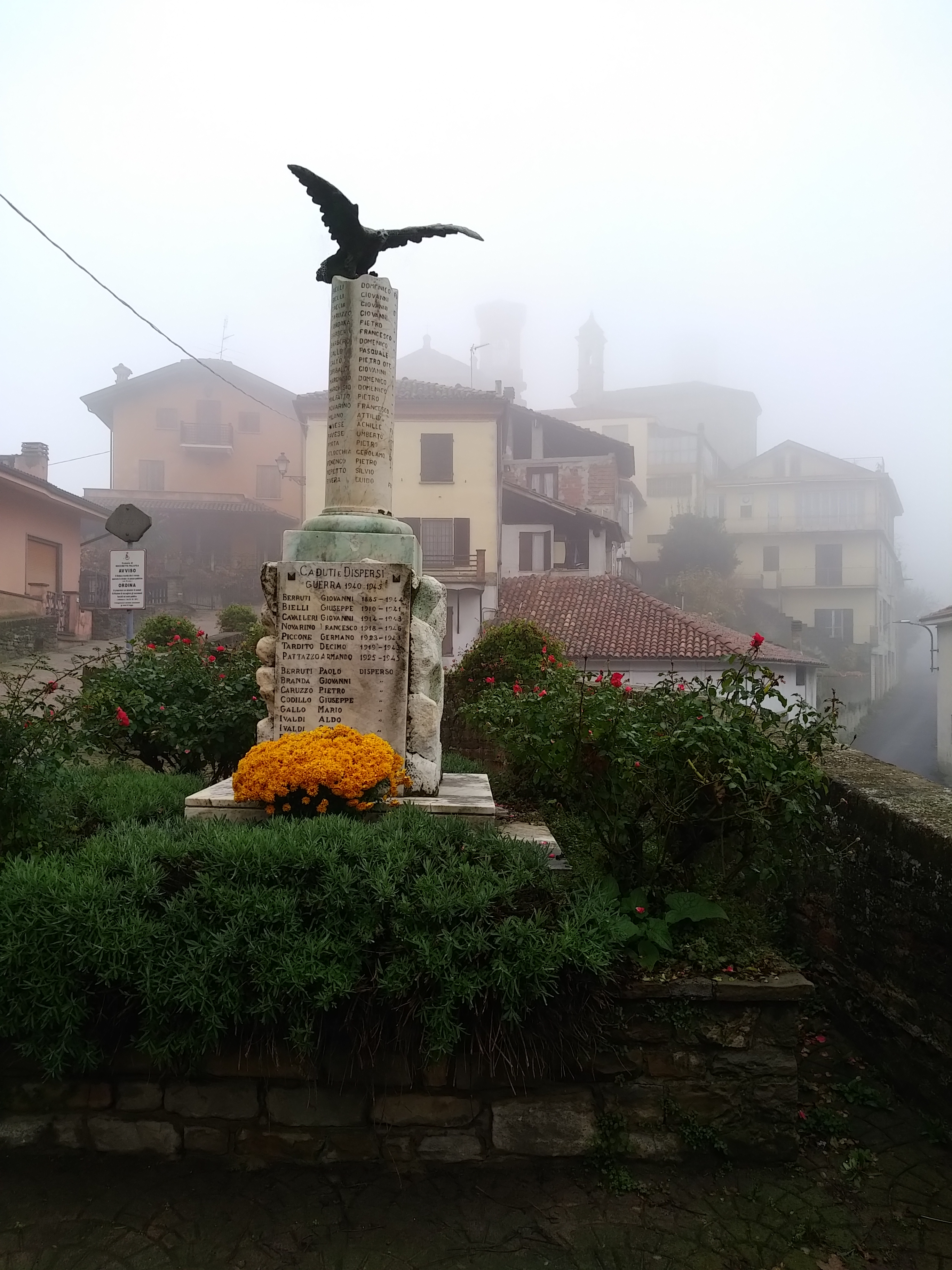
Monumento ai caduti nel centro storico di Rocchetta Palafea

### Simboli
Lo stemma del comune di Rocchetta Palafea è stato concesso con decreto del presidente della Repubblica del 16 marzo 1956.
Il gonfalone è un drappo di azzurro.

## Società

### Evoluzione demografica
Abitanti censiti

## Amministrazione
Di seguito è presentata una tabella relativa alle amministrazioni che si sono succedute in questo comune.
| Periodo        | Periodo        | Primo cittadino   | Partito                               | Carica  | Note  |
| -------------- | -------------- | ----------------- | ------------------------------------- | ------- | ----- |
| 25 giugno 1985 | 8 giugno 1990  | Vincenzo Barbero  | Democrazia Cristiana                  | Sindaco | [ 6 ] |
| 8 giugno 1990  | 24 aprile 1995 | Vincenzo Barbero  | Democrazia Cristiana                  | Sindaco | [ 6 ] |
| 24 aprile 1995 | 14 giugno 1999 | Vincenzo Barbero  | centro                                | Sindaco | [ 6 ] |
| 14 giugno 1999 | 14 giugno 2004 | Vincenzo Barbero  | lista civica                          | Sindaco | [ 6 ] |
| 14 giugno 2004 | 8 giugno 2009  | Giuseppe Gallo    | lista civica Rinnovamento democratico | Sindaco | [ 6 ] |
| 8 giugno 2009  | 26 maggio 2014 | Giuseppe Gallo    | lista civica Rinnovamento democratico | Sindaco | [ 6 ] |
| 26 maggio 2014 | 27 maggio 2019 | Giuseppe Gallo    | lista civica Rinnovamento democratico | Sindaco | [ 6 ] |
| 27 maggio 2019 | 09 giugno 2024 | Giuseppe Rattazzo | lista civica Rinnovamento democratico | Sindaco | [ 6 ] |
| 10 giugno 2024 | in carica      | Massimo Muresu    | lista civica Rocchetta per tutti      | Sindaco | [ 6 ] |